# بروك ييتس
بروك ييتس (بالإنجليزية: Brock Yates) هو صحفي وكاتب سيناريو وكاتب أمريكي، ولد في 21 أكتوبر 1933 في بوفالو في الولايات المتحدة، وتوفي في 5 أكتوبر 2016 في باتافيا في الولايات المتحدة بسبب مرض آلزهايمر.

## وصلات خارجية
- بروك ييتس على موقع IMDb (الإنجليزية)
- بروك ييتس على موقع إن إن دي بي (الإنجليزية)
- بروك ييتس على موقع قاعدة بيانات الفيلم (الإنجليزية)